# Gianantonio Da Re
Gianantonio Da Re (Cappella Maggiore, 6 settembre 1953) è un politico italiano, europarlamentare dal 2019 al 2024 e attualmente consigliere comunale a Vittorio Veneto per la Liga Veneta.

## Biografia
Nato il 6 settembre 1953 a Cappella Maggiore (Treviso), si è diplomato all'istituto professionale.

### Attività politica
Iscritto alla Liga Veneta dal 1982, già consigliere comunale a Cappella Maggiore e Vittorio Veneto, nonché segretario provinciale del partito nella provincia di Treviso e regionale dal 2015 al 2019.
È stato anche consigliere regionale in Veneto dal 2005 al 2009, sindaco di Vittorio Veneto dal 2009 al 2014 e consigliere di Cappella Maggiore.
Alle elezioni europee del 26 maggio 2019 viene candidato nella circoscrizione Italia nord-orientale, ed eletto europarlamentare. È anche consigliere comunale a Vittorio Veneto.
Il 7 marzo 2024, a tre mesi dalle elezioni europee e su decisione del Consiglio direttivo, con 14 voti favorevoli, 4 astenuti e 1 contrari, viene espulso dalla Lega per Salvini Premier per aver dato del "cretino" al segretario federale Matteo Salvini. Successivamente viene espulso anche dalla Lega Nord , partito esistente solo sulla carta in quanto debitore con lo Stato Italiano di 49 milioni di euro ma che continua ad emettere tessere agli iscritti storici. Alle comunali di giugno a Vittorio Veneto con una propria lista civica appoggia Gianluca Posocco, sostenuto anche da Forza Italia e da un’altra civica, contribuendo con il 12% all’accesso al ballottaggio dove il candidato sindaco viene sconfitto dall’avversaria del centro-sinistra; Da Re è comunque eletto consigliere di minoranza.